# Euxoa arizonensis
Euxoa arizonensis är en fjärilsart som beskrevs av Lafontaine 1974. Euxoa arizonensis ingår i släktet Euxoa och familjen nattflyn. Inga underarter finns listade i Catalogue of Life.